# 아담 르페브리
아담 르페브리(Adam LeFevre, 1950년 8월 11일 ~ )는 미국의 배우, 성우이다.
올버니에서 태어났다.

## 출연 작품
- 딜리버리 걸 (2018년)
- 얼모스트 파리 (2016년)
- 골드 (2016년) - 바비 번즈 역
- Love on the Run (2016)
- 라이프가드 (2013, The Lifeguard) - 한스 역
- 몰리의 상대성이론 (2013년) - 보리스 역
- 알터 에고스 (2012년)
- 더 럭키 원 (2012년)
- 실버 텅스 (2011년)
- 더 사이언티스트 (2010년)
- 페어 게임 (2010년) - 칼 로브 역
- 내겐 너무 과분한 그녀 (2010년) - 미스터 케트너 역
- 바운티 헌터 (2010년)
- 까칠녀 사로잡는 법 (2009년)
- 아담 (2009년)
- 좋은 남자 (2009년)
- 테이킹 우드스탁 (2009년)
- 컬리지 로드 트립 (2008년) - 판사 역
- 사랑보다 황금 (2008년) - 게리 역
- 아이 두 & 아이 돈트 (2007년)
- 베이비시터 (2007, The Babysitters)
- 난 아내를 사랑하는 것 같아 (2007년)
- 인베이젼 (2007년)
- 왈칭 안나 (2006년)
- 아더와 미니모이: 제1탄 비밀 원정대의 출정 (2006년) - 데이비도 역
- 트웰브 앤 홀딩 (2005년) - 게이브 역
- 엠파이어 폴스 (2005년)
- 로맨스와 담배 (2005년)
- 미스 에이전트 2: 라스베가스 잠입사건 (2005년)
- Mr. 히치 - 당신을 위한 데이트 코치 (2005년)
- 가공의 영웅 (2004년)
- 하우스 오브 디 (2004년)
- 맨츄리안 켄디데이트 (2004년)
- 택시: 더 맥시멈 (2004년)
- 노라 (2003년)
- 에멧의 마크 (2002년)
- 페이블드 (2002년)
- 올챙이 (2002년)
- 스위트 보이스 (2002년)
- 투 윅스 노티스 (2002년)
- L.I.E. (2001년)
- 그들만의 아기 (2001년)
- 하트 인 아틀란티스 (2001년)
- 유 캔 카운트 온 미 (2000년)
- 센트리 스톰 (1999년)
- 라운더스 (1998년)
- 뷰티풀 걸 (1996년)
- 카우치 인 뉴욕 (1996년)
- 애꾸눈 지미를 찾아서 (1994년)
- 사랑의 금고털이 (1994년) - 게리 쉐서 역
- 온리 유 (1994년) - 데이몬 브래들리 역
- 미스터 원더풀 (1993년)
- 사랑과 우정 (1992년)
- 허영의 불꽃 (1990년)
- 초능력 형사 바비 (1989년)
- 세코커스 7 (1979년)

### 텔레비전
- 법과 질서 (1990년)
- 레스큐 미 시즌1 (2004년)
- Law & Order : 성범죄전담반 1 (1999년)
- 애즈 더 월드 턴즈 (1956년)